# Pedro Muñoz
Pedro Muñoz é um município da Espanha na província de Cidade Real, comunidade autónoma de Castela-Mancha. Tem 101,3 km² de área e em 2021 tinha 7 325 habitantes (densidade: 72,3 hab./km²).

## Demografia
| Variação demográfica do município entre 1991 e 2004 [carece de fontes?] | Variação demográfica do município entre 1991 e 2004 [carece de fontes?] | Variação demográfica do município entre 1991 e 2004 [carece de fontes?] | Variação demográfica do município entre 1991 e 2004 [carece de fontes?] |
| ----------------------------------------------------------------------- | ----------------------------------------------------------------------- | ----------------------------------------------------------------------- | ----------------------------------------------------------------------- |
| 1991                                                                    | 1996                                                                    | 2001                                                                    | 2004                                                                    |
| 7080                                                                    | 7188                                                                    | 7310                                                                    | 7637                                                                    |